# Avenue Engenheiro Armando de Arruda Pereira
Avenue Engenheiro Armando de Arruda Pereira est une avenue de la ville de São Paulo au Brésil.

## Situation et accès
Située dans le district de Jabaquara, dans la zone centre-sud  elle commence à la fin de l'avenue Jabaquara et après le viaduc Jabaquara, qui traverse l'avenue dos Bandeirantes et s'étend jusqu'à la limite avec la ville de Diadema, où son prolongement s'appelle avenue Conceição, ancien nom de cette avenue.
Ses principaux centres commerciaux sont situés à proximité des stations Conceição et Jabaquara, sur la ligne 1-Bleue du métro.
- Elle fait environ six kilomètres de long, étant la plus longue voie du district de Jabaquara ;
- Elle a deux stations du métro[1],[2] et le terminus intermodal de Jabaquara sur son parcours ;
- Sur le tronçon entre la gare routière et la frontière avec Diadema, se trouve le couloir métropolitain São Mateus-Jabaquara. La section du couloir qui longe l'avenue relie les trolleybus qui partent du terminal de Jabaquara vers les municipalités de Diadema et São Bernardo do Campo, dans ABC Paulista.

## Origine du nom
La voie rend hommage à l'ingénieur et ancien maire de São Paulo, Armando de Arruda Pereira (pt).

## Historique
Elle a été développée pour améliorer la connectivité entre São Paulo et les municipalités voisines comme Diadema et São Bernardo do Campo.

## Bâtiments remarquables et lieux de mémoire
C'est sur cette avenue que se situent des lieux importants de la ville, comme le Centro Empresarial do Aço, le siège de Banco Itaú et l'église Seicho-No-Ie.

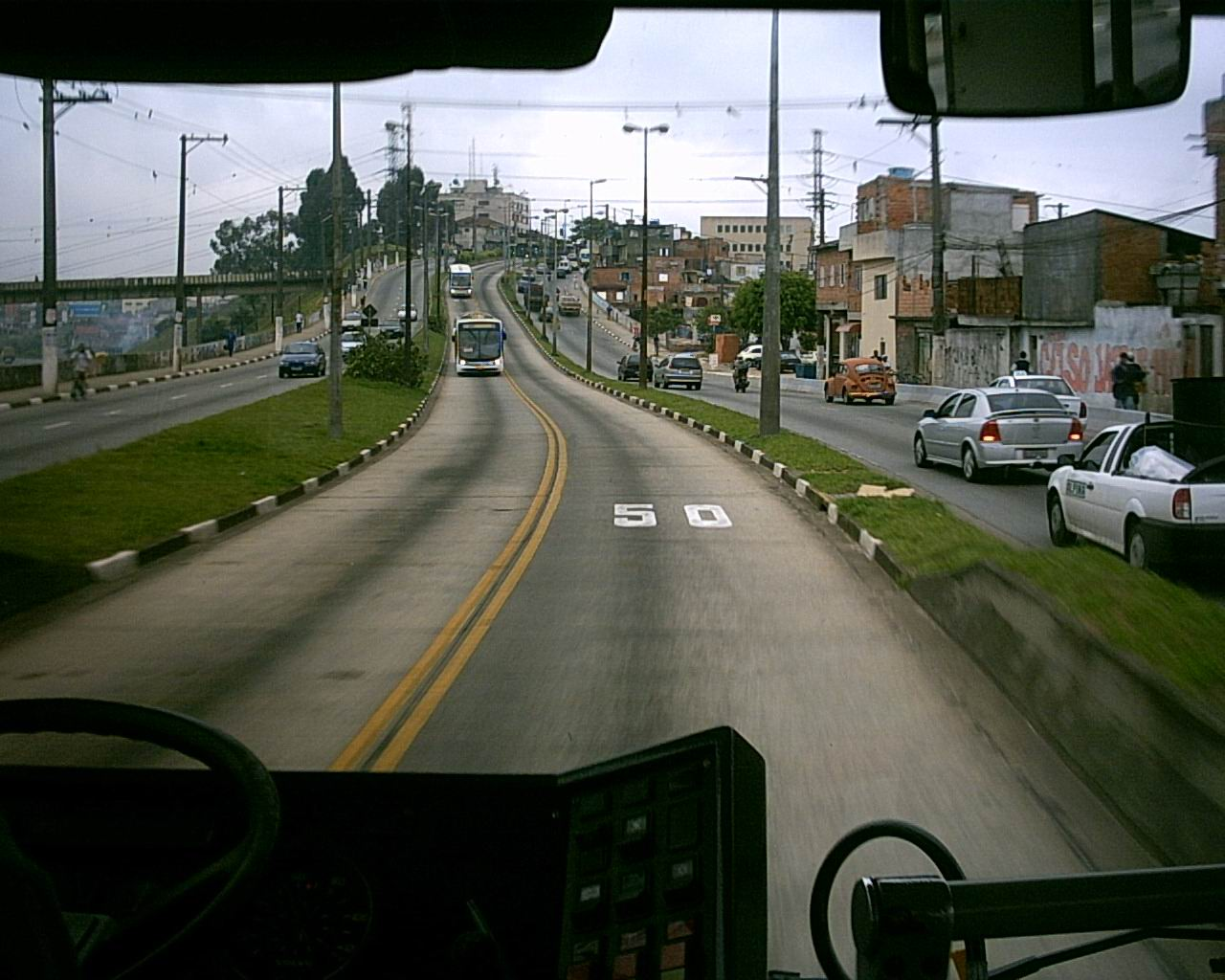
L'avenue vue dans le tronçon desservi par le couloir métropolitain São Mateus - Jabaquara, près de la limite avec Diadema